# Pointe du Charbonnier
La pointe du Charbonnier est un sommet des Alpes occidentales françaises, dans le massif de la Vanoise et la vallée de la Tarentaise. On peut y accéder à partir du refuge de la Leisse. Elle se situe à proximité de la pointe de la Sana qui culmine un peu plus haut, à 3 436 mètres d'altitude. Le glacier de la Leisse couvre son flanc septentrional et le glacier du Charbonnier, aujourd'hui disparu, couvrait son flanc occidental.